# Gare de Verdal
La gare de Verdal est une gare ferroviaire norvégienne de la ligne du Nordland, située sur le territoire de la commune de Verdal dans le comté et région de Trøndelag.

## Situation ferroviaire
Etablie à 7 mètres d'altitude, la gare de verdal est située au point kilométrique (PK) 96,23 de la ligne du Nordland.

## Histoire
La gare fut mise en service le 1er novembre 1904, lors de l'ouverture du tronçon reliant Levanger à Verdal fut achevé. 

## Service des voyageurs

### Accueil
Il y a un parking d'une quinzaine de places et un parc à vélo.  Il y a une salle d'attente ouverte toute la semaine de 05h45 à 01h30 et une aubette sur le quai. 
La gare est équipée d'automates. Elle propose un service de consigne.

### Desserte
La gare est desservie par la ligne locale (appelée  Trønderbanen) reliant Lerkendal à Steinkjer. Elle est également desservie par la ligne du Nordland, reliant Bodø à Trondheim. 

### Intermodalités
Une station de taxi se situe à l'entrée de la gare.
Il y a un arrêt de bus à la sortie de la gare.